# Saison 1 de MacGyver
Chronologie
Saison 2
Cet article présente le guide des épisodes de la première saison de la série télévisée américaine MacGyver.

## Généralité
Cette première saison est composée de 22 épisodes et diffusée de 1985 à 1986.
Peter Thornton est le premier personnage récurrent de la série, Harry Jackson le second, puis Penny Parker en troisième.

## Distribution

### Acteur principal
- Richard Dean Anderson (VF : Edgar Givry) : Angus MacGyver

### Acteurs récurrents
- Dana Elcar :
  - Andy Colson (1 épisode)
  - Peter Thornton (8 épisodes)
- John Anderson : Harry Jackson (1 épisode)
- Teri Hatcher : Penny Parker (1 épisode)

## Épisodes

### Épisode 1:MacGyver première
- États-Unis : 29 septembre 1985 sur ABC
- France : 4 janvier 1987 sur Antenne 2

- Michael Lerner (Gantner)
- Dana Elcar (Andy Colson)
- Paul Stewart (Steubens)
- Michael C. Gwynne (Burke)
- Olaf Pooley (Sydney Marlow)
- Shavar Ross (Reggie)
- Darlanne Fluegel (Barbara Spencer)

- Scène pré-générique : MacGyver est en Asie Centrale où il a pour mission de retrouver un missile top secret. L'endroit est isolé et bien gardé.
- Une mystérieuse explosion anéantit un laboratoire souterrain. MacGyver pourra-t-il sauver les scientifiques piégés dans le laboratoire et empêcher qu'une fuite de produits chimiques hautement toxiques ne contamine la région ?

- MacGyver a son appartement dans l'Observatoire Griffith.
- L’acteur Dana Elcar, qui jouera plus tard dans la série le rôle de Peter Thornton, joue ici un autre rôle.
- Dans cet épisode pilote, on voit Richard Dean Anderson regarder les étoiles avec un télescope. C'est également le cas dans l'épisode pilote de Stargate SG-1, mais avec une lunette.

### Épisode 2:Le Triangle d'or
40191-003
- États-Unis : 6 octobre 1985 sur ABC
- France : 22 mars 1987 sur Antenne 2

- Joan Chen (Lin)
- George Kee Cheung (le général Narai)
- Clyde Kusatsu (Anek)
- Keye Luke (Prasert)
- Benjamin Lum (Truang)
- Bryan Price (Chan)
- James Saito (Ming)

- Scène pré-générique : Dans une casse automobile, MacGyver est chargé d'intercepter l'échange d'une valise diplomatique. Mais les malfaiteurs ne comptent pas la laisser aussi facilement.
- Chargé de récupérer une boîte contenant du poison sur le site du crash d'un avion en Birmanie, MacGyver est pris pour un agent de la brigade des stupéfiants et doit affronter un puissant seigneur de la drogue.

- C'est le troisième épisode produit et le deuxième diffusé.
- Dans cet épisode, on découvre comment MacGyver obtient son couteau suisse (un enfant du village birman lui remet le couteau qu'il a trouvé dans l'épave d'un avion). Ce qui peut paraître incohérent, si l'on tient compte du pilote et du fait que MacGyver avait déjà un couteau dans la scène d'ouverture. Mais l'ordre de diffusion n'est pas nécessairement l'ordre dans lequel les épisodes ont été écrits.
- L'acteur qui joue le chef du village joue un autre rôle dans l'épisode 4 de la deuxième saison, L’Enfant désiré.

### Épisode 3:La Voleuse de Budapest
40191-004
- États-Unis : 13 octobre 1985 sur ABC
- France : 2 avril 1989 sur Antenne 2

- Michael Constantine (Jan Messic)
- Bruce Abbott (Nikolaj Kossov)
- Kelly McClain (Jana)
- Sue Kiel (Reena)
- Sid Haig (Khan)

- C'est le quatrième épisode produit.
- Il contient une partie des images utilisées dans le générique.
- L'épisode est en réalité tourné aux États-Unis.
- MacGyver conduit une Austin Mini dans les escaliers, à la manière de Jason Bourne[réf. souhaitée].
- MacGyver offre son couteau, mais il en a un autre dès l'épisode suivant.
- Des images du film L'or se barre ont servi pour la poursuite de voitures[réf. nécessaire].

### Épisode 4:Le Gantelet
40191-002
- États-Unis : 20 octobre 1985 sur ABC
- France : 15 février 1987 sur Antenne 2

- Robin Curtis (Kate Conolly)
- John Vernon (Dave Ryerson)
- Gregory Sierra (Général Higuiera)
- Marco Lopez (en) (Gomez)
- Sam Vlahos (Diego Montoya)

- C'est le deuxième épisode produit.
- Dans cet épisode, MacGyver est du Minnesota, comme l'acteur qui l'interpréte, Richard Dean Anderson et le personnage Jack O'Neill (dans Stargate SG-1).
- Le titre comporte une erreur de traduction. The Gauntlet signifie Le Gantelet (gant de protection renforcé), mais au sens figuré, The Gauntlet signifie Le Défi[1]. En particulier l'expression anglaise to run the gauntlet (to run signifiant courir) signifie affronter (ou subir) une bastonnade. Il s'agit d'un supplice où la personne punie doit passer entre deux rangs de personnes armées de bâtons qui la frappent quand elle passe. Le titre original fait donc plutôt référence au « défi » en général relevé par MacGyver, mais aussi à la volée de coups qu'il reçoit lors de son évasion finale. En revanche, il n'est jamais question de gantelet dans l'histoire.

### Épisode 5:Le Casse du casino
40191-007
- États-Unis : 3 novembre 1985 sur ABC
- France :

- Vernon Wells (Catlin)
- Victoria Bass (Tiffany)
- John Carter (en) (Sénateur Rhodes)
- Doran Clark (Chris Rhodes)

### Épisode 6:Le Monde de Trumbo
40191-005
- États-Unis : 10 novembre 1985 sur ABC
- France : 8 février 1987 sur Antenne 2

- David Ackroyd (Lucien Trumbo)
- Peter Jurasik (Dr Charles Alden)
- David Cadiente (Le sous-off)
- Branscombe Richmond (Le gardien)
- Maurice Sherbanee (Santos)

### Épisode 7:Voie sans issue
40191-006
- États-Unis : 17 novembre 1985 sur ABC
- France : 9 avril 1989 sur Antenne 2

- Harry Caesar (Al Tennyson)
- Steve Franken (Walt)
- Jackie Earle Haley (Turk)
- Art Hindle (en) (Dave Redding)
- Kay Lenz (Kelly Nelson)
- Michael McGuire (Andrews)
- Anthony Pena (en) (Elias)
- Lewis Van Bergen (Buddy)

### Épisode 8:Situation explosive
40191-008
- États-Unis : 25 novembre 1985 sur ABC
- France : 11 janvier 1987 sur Antenne 2

- Cooper Huckabee (Bill Farren)
- Nana Visitor (Laura Farren)
- Rudy Ramos (en) (Pete Torgut)

### Épisode 9:Les Frères ennemis
40191-009
- États-Unis : 9 décembre 1985 sur ABC
- France : 16 avril 1989 sur Antenne 2

- Robert Romanus (en) (Frank Bennett)
- Richard Romanus (Joey Bennett)
- Carl Franklin (VF : Marc Alfos) (Wiley)
- Angela Clarke (Caterina Bennett)

### Épisode 10:La Cible
40191-10
- États-Unis : 22 décembre 1985 sur ABC
- France : 22 février 1987 sur Antenne 2

- D'Mitch Davis (en) (Axminster)
- Jeannie Elias (es) (Suzanne)
- Robert Miano (Black)
- William Frankfather (Barney)

- L'épisode a été écrit sur une idée de Mike Marvin[réf. nécessaire].
- Cet épisode marque également la première apparition dans la série de Harry Jackson, le grand-père de MacGyver.

### Épisode 11:Cauchemars
40191-012
- États-Unis : 15 janvier 1986 sur ABC
- France : 23 avril 1989 sur Antenne 2

- Tammy Lauren (Lisa Allen)
- Robert O'Reilly (en) (Curt Neilson)
- J.P. Bumstead (Barrett)
- J. Michael Flynn (Carlyle)
- Tommy Lamey (Polk)
- Richard McGregor (Ron)
- Kimberley Pistone (Amy)

### Épisode 12:Pris au piège
40191-011
- États-Unis : 22 janvier 1986 sur ABC
- France : 29 mars 1987 sur Antenne 2

- Wendy Schaal (Karen Blake)
- Christopher Neame (VF : Jean-Pierre Leroux) (Quayle)
- Beulah Quo (en) (Mme Chung)

### Épisode 13:Atome crochu
40191-014
- États-Unis : 29 janvier 1986 sur ABC
- France : 8 mars 1987 sur Antenne 2

- Tannis Montgomery (Amy Austin)
- Conlan Carter (en) (Ed Train)
- Robert Englund (Tim Wexler)
- Robin Pearson Rose (Suzanne)

### Épisode 14:Compte à rebours
40191-013
- États-Unis : 5 février 1986 sur ABC
- France : 1er mars 1987 sur Antenne 2

- Ellen Bry (en) (Carole Tanner)
- Steven Williams (VF : Mario Santini) : (Charlie Robinson)
- Michael Cavanaugh (en) (Donahue)
- Robin Pearson Rose (Suzanne)

### Épisode 15:La Taupe
40191-015
- États-Unis : 12 février 1986 sur ABC
- France : 30 avril 1989 sur Antenne 2

- Victoria Fyodorova (en) (Viktoria Tomanova)
- Lynn-Holly Johnson (Ingrid Bannister)
- Michael W. Goodwin (Craig Bannister)
- Beau Starr (Lem)

### Épisode 16:Pour un Sourire de Penny
40191-016
- États-Unis : 19 février 1986 sur ABC
- France : 15 mars 1987 sur Antenne 2

- Kai Wulff (Major Stepan Frolov)
- Michael Fox (Anton Burak)
- Milos Kirek (Général Petrovitch)

### Épisode 17:Mission Afghanistan
40191-017
- États-Unis : 5 mars 1986 sur ABC
- France : 7 mai 1989 sur Antenne 2

- Ajay Naidu (Ahmed)
- Sid Haig (Khalil)
- Allan Kolman (Le Capitaine)
- Persis Khambatta (Zia)

### Épisode 18:Le Vilain Petit Canard
40191-018
- États-Unis : 12 mars 1986 sur ABC
- France : 25 janvier 1987 sur Antenne 2

- Darcy Marta (Kate Lafferty)
- Lee deBroux (Hatcher)
- Ned Bellamy (Larkin)
- Richard McKenzie (en) (Professeur Willis)
- Aharon Ipalé est cité au début de l'épisode, mais n'apparaît pourtant pas dans celui-ci.

### Épisode 19:Juste Vengeance
40191-019
- États-Unis : 2 avril 1986 sur ABC
- France : 14 mai 1989 sur Antenne 2

- Frances Bergen (Eleanor Kingman)
- Kenneth Danziger (Peter Kramer)
- Anthony De Fonte (VF : Marc Alfos) (Hassan)
- Alan Fudge (Paul Webster)
- Carrell Myers (Laura Dillon)
- Tracy Reed (Andrea Collins)
- Pamela Roylance (Diana Kingman)
- Warwick Sims (James Grant)
- Mark Tymchyshyn (en) (Andy Ellis)

### Épisode 20:L'Évasion
40191-020
- États-Unis : 16 avril 1986 sur ABC
- France : 21 mai 1989 sur Antenne 2

- Kristina Wayborn (Sara Ashford)
- Paul Verdier (en) (François Villars)
- John de Lancie (Brian Ashford)
- Miguel Fernandes (VF : Guy Chapelier) (Khan)
- Vic Polizos (en) (Le commandant)

### Épisode 21:Affaire de conscience
40191-021
- États-Unis : 30 avril 1986 sur ABC
- France : 28 mai 1989 sur Antenne 2

- Elya Baskin (Yuri Demetri)
- Lawrence Dobkin (Alexander Karsoff)
- Marvin Kaplan (Le maître des échecs)
- Paul Koslo (Dr Suvarin)
- Sharon Maughan (Maria Karsoff)
- Jane Merrow (Dr Natalia Petrovitsh)
- Tim Kossovich (Le prisonnier politique)

### Épisode 22:Assassin sous contrat
40191-022
- États-Unis : 7 mai 1986 sur ABC
- France : 1er février 1987 sur Antenne 2

- Corinne Bohrer (en) (Terry Ross)
- Anthony De Longis (en) (Piedra)
- Richard Yniguez (en) (Emilio)
- Brenda Strong (Lila Ross)
- Don Diamond (L'archevêque)